# Улица Максима Горького (Махачкала)
Улица Максима Горького — в Махачкале. Идёт от улицы Буйнакского до улицы Богатырёва, прерывается проспектом Расула Гамзатова. Одна из центральных улиц города.

## История

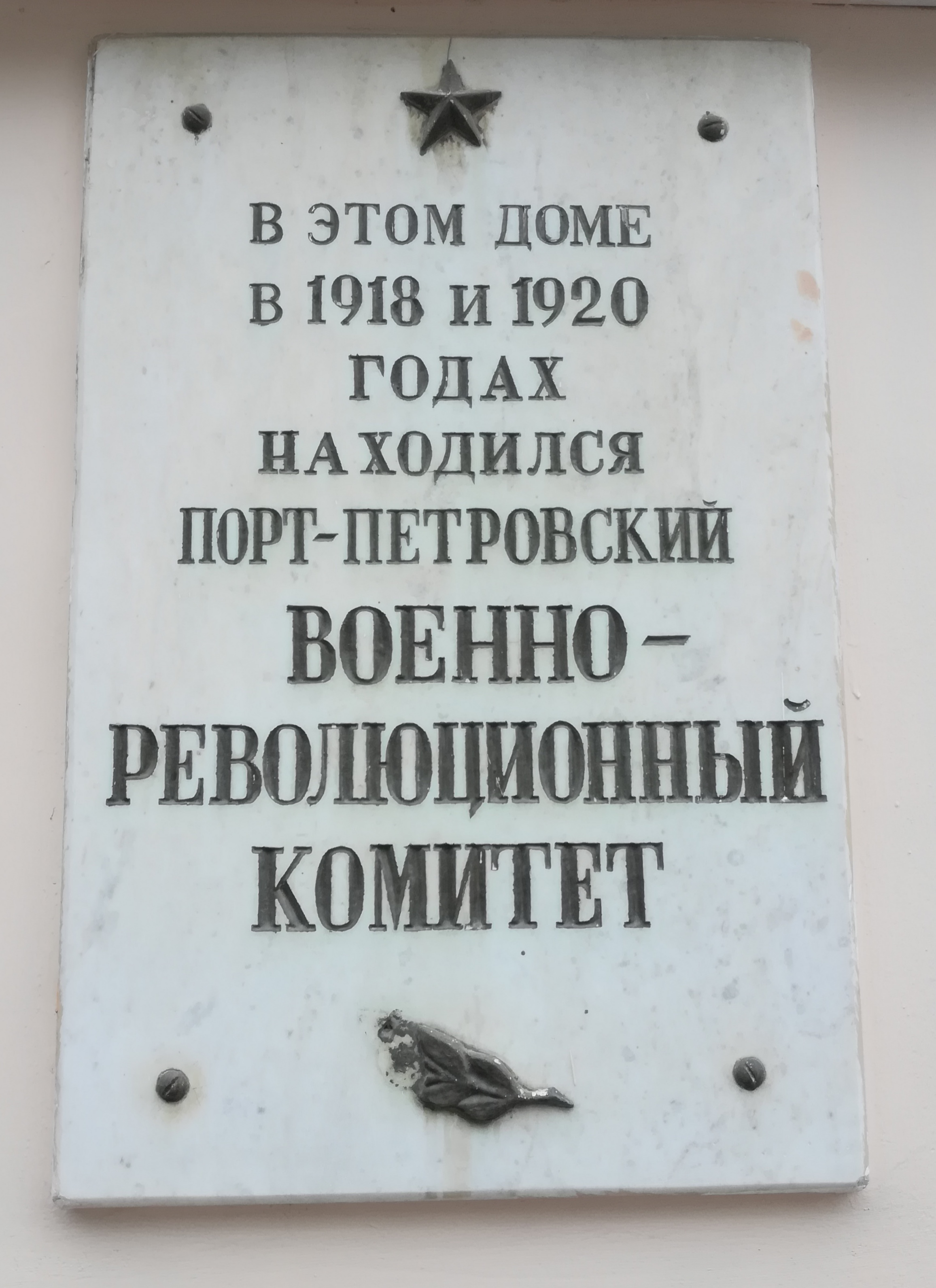
Мемориальная доска на д. 10

Мемориальная доска Коркмасову, д. 10

Одна из первых улиц города — в то время Петровска. Первоначальное название — Бассейный переулок.
В годы Гражданской войны в бывшем доме Крайнева на улице располагались органы советской власти.
Современное название улица получила 17 февраля 1938 года в честь великого русского писателя Максима Горького (1868—1936).
Социальное жилье на улице построено по личному указанию депутата Верховного Совета СССР и ДАССР А. Даниялова

## Достопримечательности

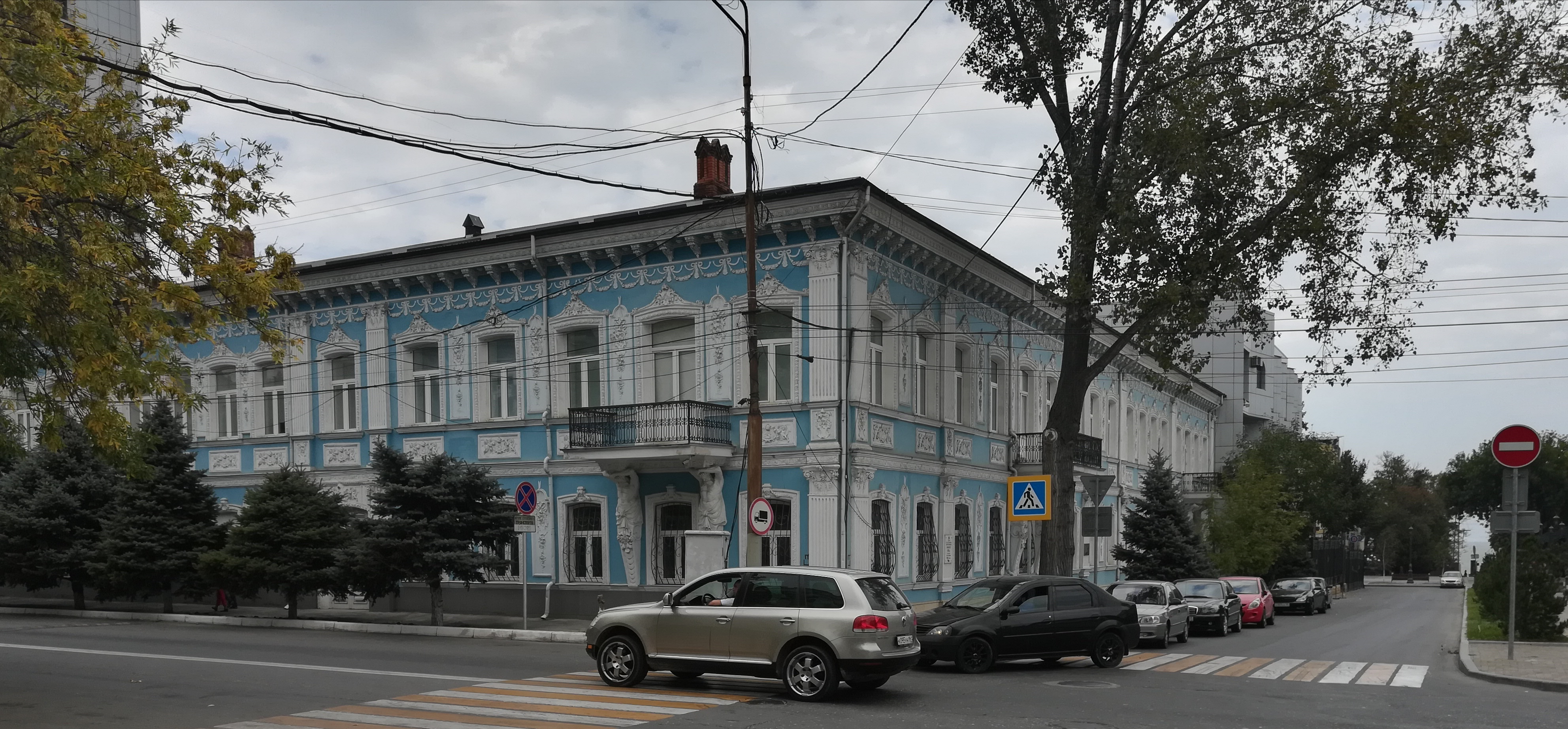
Дом с атлантами

д. 6/33 — Национальный музей Республики Дагестан им. А. Тахо-Годи («Дом князя Барятинского»)
д. 8 — Дагестанский музей изобразительных искусств имени П. С. Гамзатовой
д. 10 — Дом, где жил Д. Коркмасов и в 1918—1920 гг. размещался Порт-Петровский ВРК

Бюст Даниялова

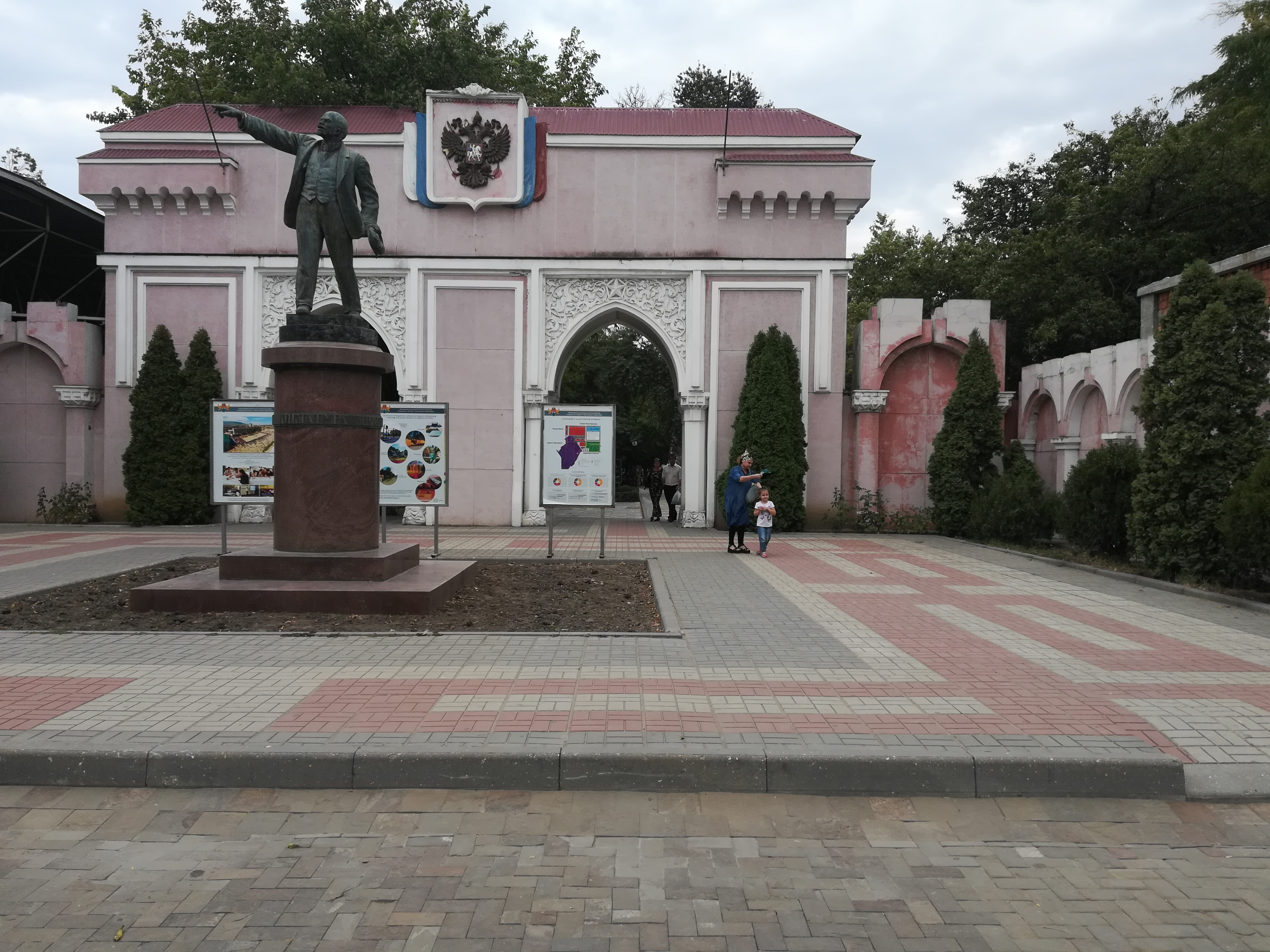
Вход в Городской сад

Бюст А. Д. Даниялова (угол улиц Даниялова/ Максима Горького)
До 1990-х годов на углу с улицей Даниялова стояла бронзовая фигурка девочки с цветами работы Анатолия Ягудаева, ставшая городским символом любви и добра.
Улица является одной из границ Городского сада.
д. 82 — Гуманитарная гимназия им. М. Г. Гамзатова

## Пересечения
- улица Буйнакского
- улица Даниялова
- улица Оскара
- проспект Расула Гамзатова
- улица Малыгина
- улица Ахмата-Хаджи Кадырова (быв. Котрова)
- улица Ермошкина
- улица Коркмасова (быв. Советская)
- улица Нурадилова
- улица Батырая
- улица Сулейманова (быв. С. Дударова)
- улица Рустамова (быв. Первомайская)
- улица Отерменаул
- улица Карабудагова
- улица Богатырёва

## Известные жители

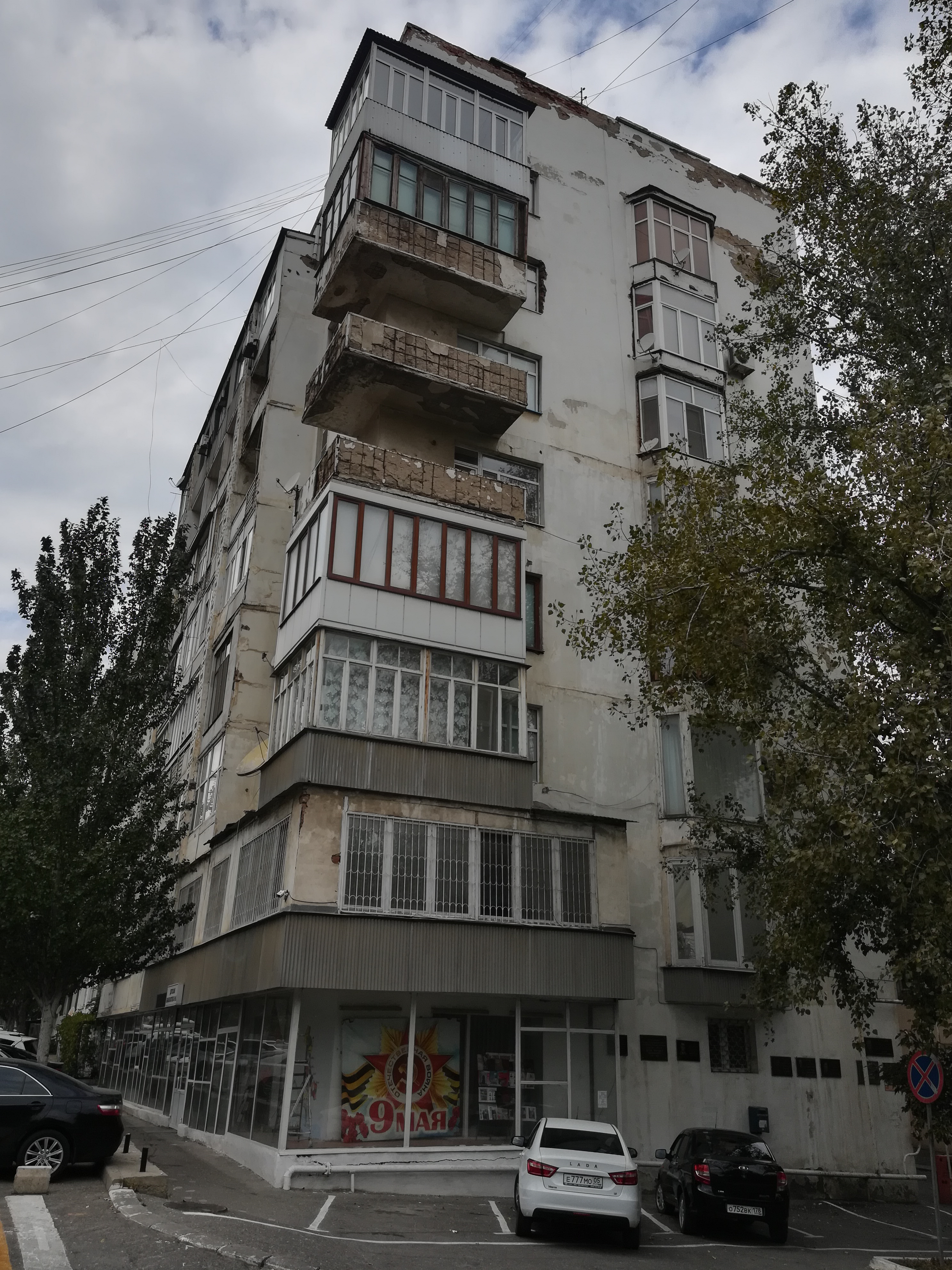
Ул. Оскара, д. 15

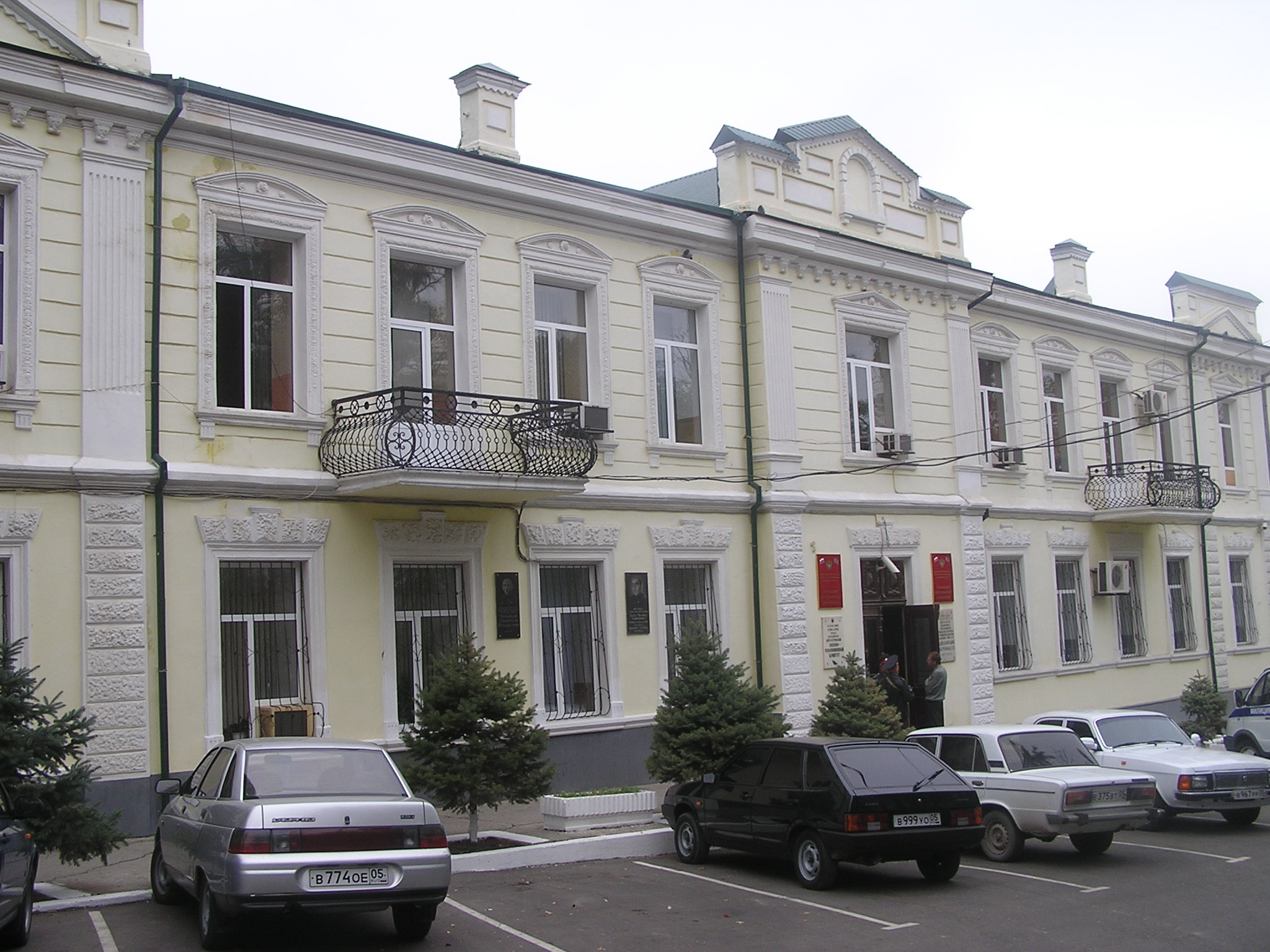
Дом, где жил Д.Коркмасов и в 1918—1920 гг. размещался Порт-Петровский ВРК (Улица Максима Горького, д. 10)

д. 10 — выдающийся советский деятель Дж. Коркмасов (мемориальная доска)